# Widgiemoolthalite
La widgiemoolthalite è un minerale.